# Ruta Provincial 34 (Buenos Aires)
La Ruta Provincial 34 es una carretera recientemente pavimentada interurbana de 22 km de extensión ubicada en el noreste de la provincia de Buenos Aires, en Argentina.

## Características y recorrido
Esta carretera une las cabeceras de los partidos de Pilar entrando por la ruta 24 y Luján a la altura del empalme de la ruta provincial 6 y acceso oeste (ruta nacional 7).
Atravesando zonas rurales de estos partidos. En la localidad de Pilar el camino pasa junto a una urbanización cerrada denominada Golfer's Country Club y la institución privada Colegio Del Pilar.
Y a la altura del empalme con la ruta 6; se pasa junto a la ex planta Brahma, donde también hay un puesto de policía y una escuela pública.

## Servicios
Desde que fue pavimentada por la ruta circula un colectivo de media distancia, perteneciente a la Línea 350, el cual era prestado hasta la pandemia de Covid-19 por la Línea 276, que conecta la localidad de Pilar con la de Luján.
De Lunes a viernes sin circular sábados, domingos y feriados, tiene una frecuencia de cada dos o cuatro horas dependiendo el horario. Saliendo a las menos veinte de cada hora tanto de Luján como de la terminal de Pilar.
El servicio solo funciona desde las 6:40hs hasta las 18:40hs (Desde Pilar), 7:40 hasta 19:40 (Desde Lujan), con 5 servicios de ida y 5 de Vuelta (Pilar 06:40, 08:40,  12:40, 16:40, 18:40), (Lujan 07:40, 09:40, 13:40, 17:40, 19:40).

## Localidades
A continuación se enumeran las localidades servidas por esta ruta.
- Partido del Pilar: Pilar.
- Partido de Luján: Luján.

## Nomenclatura municipal
Debido a que una parte de esta carretera discurre por zonas urbanas, los diferentes municipios dieron nombres a esta ruta:
- Partido del Pilar: Cuarenta Leguas.
- Partido de Luján: Fernández Beschtedt.